# Dziecięce małżeństwo
Dziecięce małżeństwo — małżeństwo bądź podobny związek, formalny lub nieformalny, zawierany przez dziecko lub młodzież poniżej pewnego wieku, zazwyczaj 18 lat. Zjawisko to stanowi pogwałcenie praw dzieci i ma szeroko zakrojone i długoterminowe konsekwencje dla dziecięcych panien młodych i panów młodych. Dotyczy to zarówno chłopców, jak i dziewcząt, ale jest bardziej powszechne wśród dziewcząt. Nawet tam, gdzie wiek umożliwiający zawarcie małżeństwa ustalono na 18 lat, tradycje kulturowe mogą mieć pierwszeństwo przed prawem, a wiele państw zezwala na wcześniejsze zawarcie małżeństwa za zgodą rodziców lub w szczególnych okolicznościach, takich jak nastoletnia ciąża. Całościowa edukacja seksualna może pomóc w zapobieganiu małżeństwu dzieci.
W wielu przypadkach tylko jeden z małżonków jest dzieckiem, zazwyczaj kobieta. Przyczyny zawierania małżeństw przez dzieci obejmują ubóstwo, wiano, posag, tradycje kulturowe, prawa, które pozwalają na zawieranie małżeństw przez dzieci, presję religijną i społeczną, zwyczaje regionalne, obawę przed pozostaniem niezamężnym, analfabetyzm oraz postrzeganą niezdolność kobiet do pracy za pieniądze.
Małżeństwa dzieci były powszechne na przestrzeni dziejów. Dziś małżeństwa dzieci są nadal dość rozpowszechnione, szczególnie w krajach rozwijających się, takich jak niektóre regiony Afryki, Azja Południowa, Azja Południowo-Wschodnia, Azja Zachodnia, Karaiby, Ameryka Łacińska i Oceania.